# Гнилушанское сельское поселение
Гнилушанское сельское поселение — бывшее муниципальное образование в Семилукском районе Воронежской области.
Административный центр — село Гнилуша.

## История
Законом Воронежской области от 30 ноября 2009 года № 145-ОЗ, Нижневедугское, Гнилушанское и Меловатское сельские поселения преобразованы путём объединения в Нижневедугское сельское поселение с административным центром в селе Нижняя Ведуга.

## Административное деление
В состав поселения входят:
- село Гнилуша
- село Избище